# Inre Sprängstjärnen
Inre Sprängstjärnen är en sjö i Bjurholms kommun i Ångermanland och ingår i Lögdeälvens huvudavrinningsområde.